# Lophocalotes ludekingi
Lophocalotes ludekingi is een hagedis uit de familie agamen (Agamidae).

## Naam en indeling
De wetenschappelijke naam van de soort werd voor het eerst voorgesteld door Pieter Bleeker in 1860. Oorspronkelijk werd de wetenschappelijke naam Calotes Ludekingi gebruikt. De agame werd lange tijd tot het geslacht van de prachtagamen (Calotes) gerekend, waardoor de wetenschappelijke naam Calotes ludekingi in de literatuur nog vaak wordt gebruikt. De naam Lophocalotes interruptus werd vroeger ook gebruikt voor deze soort. Het was lange tijd de enige soort uit het geslacht Lophocalotes, tot in 2018 de soort Lophocalotes achlios aan het geslacht werd toegevoegd.
De soort is genoemd naar de ontdekker, de heer Everhardus Wijnandus Adrianus Lüdeking, officier van gezondheid bij het Nederlands leger in Nederlands-Indië.

## Uiterlijke kenmerken
De lichaamskleur is groen, in de nek en op de rug is een kam aanwezig die voorzien is van stekels, vooral bij de mannetjes. Lophocalotes ludekingi is te onderscheiden van de enige andere soort uit het geslacht -Lophocalotes achlios- door een lager aantal buikschubben, minder schubben aan de keel en minder lamel-achtige schubben onder de tenen.

## Levenswijze
De vrouwtjes zetten eieren af en produceren twee tot zes eieren per jaar. Op het menu staan verschillende ongewervelden zoals insecten.

## Verspreiding en habitat
De hagedis komt endemisch voor in delen van Indonesië en komt alleen voor op het eiland Sumatra.